# Île-hôtel
Une île-hôtel, en anglais tourist resort island, est un complexe hôtelier situé sur une île. On trouve plusieurs concepts d'îles-hôtel mais le terme signifie plus particulièrement qu'une île n'abrite rien d’autre qu'un hôtel.
Ces îles se trouvent souvent sous les tropiques et les hôtels présents sont généralement haut de gamme, parmi les plus luxueux du monde. Ils proposent un bon nombre d'activités à la fois nautiques et terrestres. Ce concept d'hôtel est très commun aux Maldives (comme le Four Seasons à Landaa Giraavaru ou le Constance Halaveli Resort à Halaveli), ou encore aux Seychelles, mais aussi aux Bahamas, Philippines (Amanpulo (en), l'île d’Ariara), Indonésie, Mélanésie et Polynésie.
Beaucoup de ces installations se trouvent sur des îles qui ne pouvaient auparavant pas être exploitées du fait de l'absence d'eau potable : l'émergence des techniques de dessalement de l'eau de mer a ainsi significativement participé à l'émergence de ce type d'infrastructure. 
Si l'installation de ce genre d'équipement peut être extrêmement destructeur pour l'environnement (creusement du récif, déchargement d'eaux usées, ensablement...), à long terme ils peuvent aussi constituer un refuge pour les espèces très braconnées, les hôtels disposant d'un service de sécurité que dans bien des pays aucune aire marine protégée n'est en mesure de s'offrir,. 

## Galerie

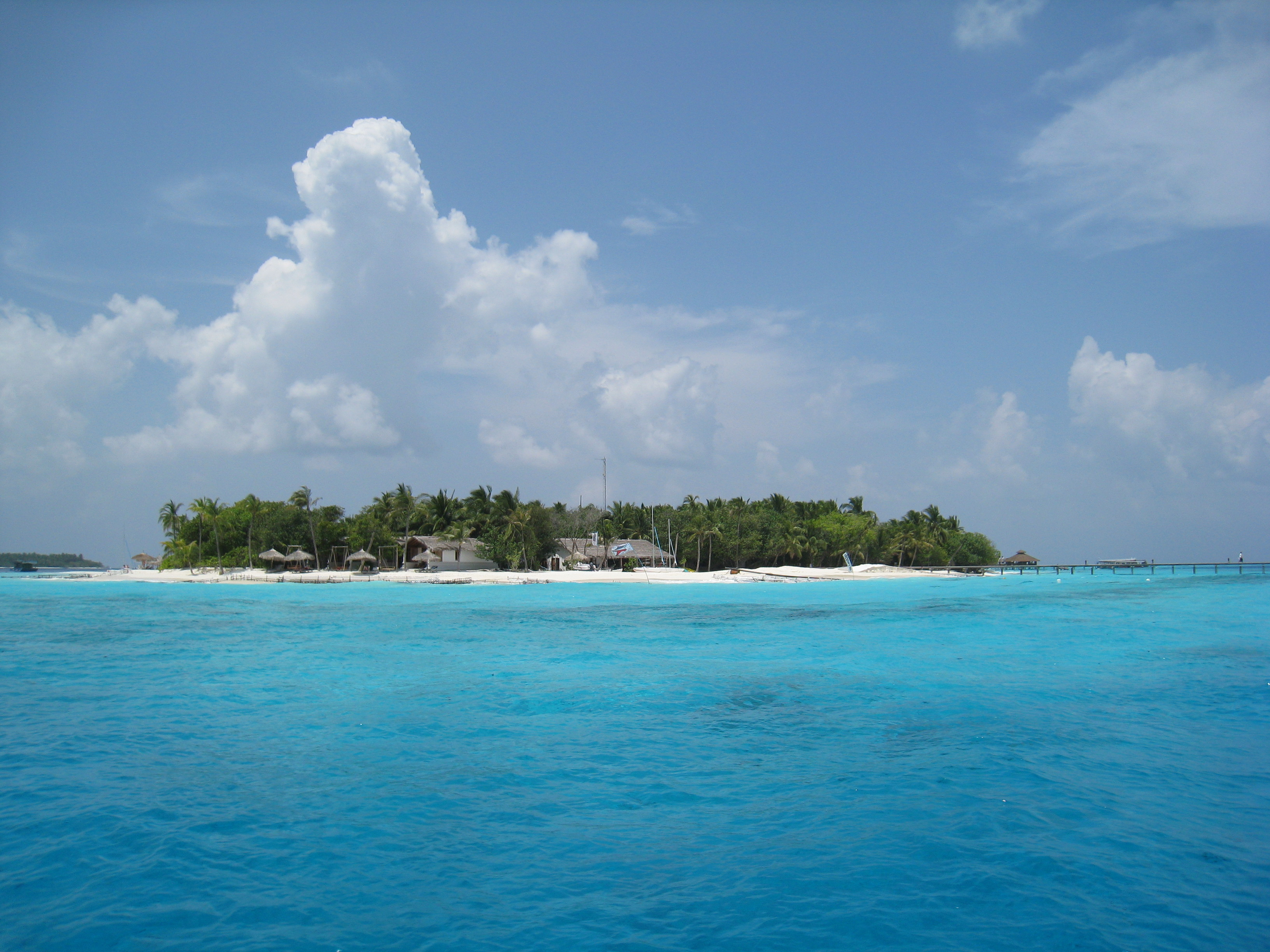
Vue de Fonimagoodhoo aux Maldives avec les installations hôtelières du Reethi Beach Resort.
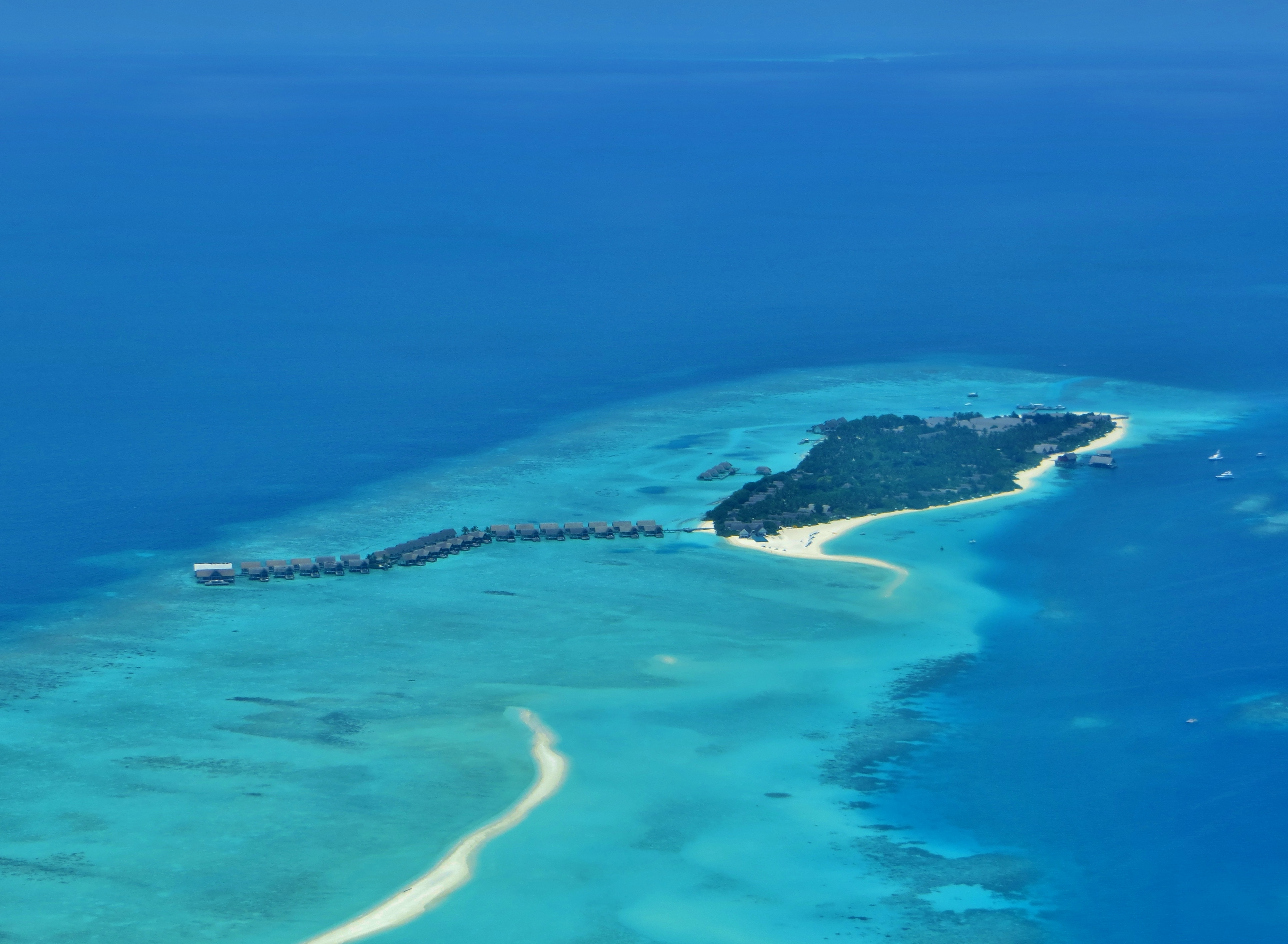
L'île-hôtel de Landaa Giraavaru (Maldives, atoll de Baa).